# Хаджичи
Хаджичи (на босненски: Hadžići) е град в Сараевския кантон на Босна и Херцеговина. Намира се на югозапад от столицата Сараево. Според преброяването от 2013 г. общината Хаджичи е имала население от 23 891 жители, а градът е имал 4993.